# Tampere Open 2000
Il Tampere Open 2000 è stato un torneo di tennis facente parte della categoria ATP Challenger Series nell'ambito dell'ATP Challenger Series 2000. Il torneo si è giocato a Tampere in Finlandia dal 24 al 30 luglio 2000 su campi in terra rossa.

## Vincitori

### Singolare
Johan Van Herck ha battuto in finale  Olivier Mutis con il punteggio di 6–3, 6–2

### Doppio
Ville Liukko /  Jarkko Nieminen hanno battuto in finale  Steven Randjelovic /  Dušan Vemić con il punteggio di 6–0, 4–6, 6–3